# Свадебные пригласительные

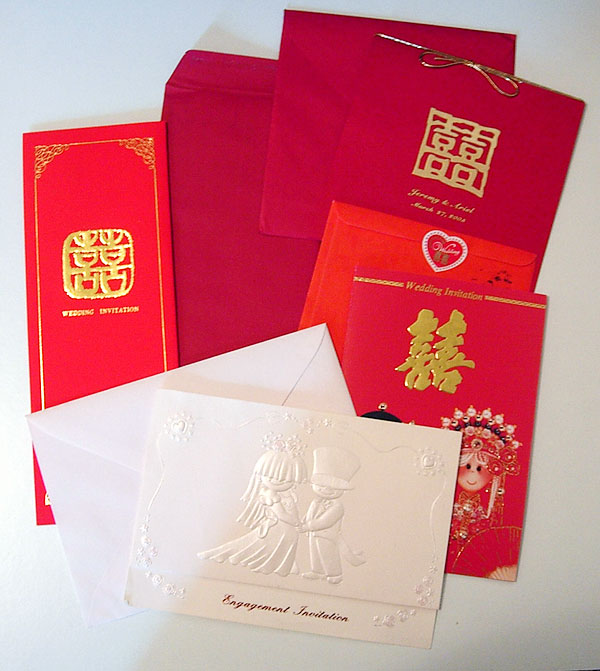
Свадебные приглашения в китайском и западном стилях

Свадебные пригласительные — письменные приглашения, призваны официально и вежливо сообщать о будущей свадьбе с точным указанием даты и места и времени его проведения. В тексте свадебного пригласительного указываются данные о месте проведения церемонии. Существует множество элегантных, роскошных, весёлых и классических пригласительных, выполненных в различных стилях.

## Традиции свадебных пригласительных билетов
Согласно традициям, текст свадебных приглашений составляют родители невесты, которые имеют честь просить о присутствии на свадьбе их дочери (приводится имя) с её избранником (указывается фамилия и имя жениха). В современном варианте текст пригласительных исходит от жениха и невесты. Для супружеской пары принято присылать одно общее приглашение. Детям старше 18 лет отправляют отдельное приглашение. Будущие молодожёны лично вручают приглашения на свадьбу наиболее уважаемым и пожилым гостям. Пригласительные следует отправлять за 8 недель до намеченного торжества или не позднее, чем за две недели до свадьбы.
В России традиция рассылки свадебных приглашений появилась в девятнадцатом веке. Тогда жизненный уклад был строго регламентирован, и свадебный распорядок лишь стал тому подтверждением. В обязательном порядке письма со свадебными пригласительными рассылались всем родственникам и знакомым. Печатались они на изящной белой, розовой или салатовой бумаге, по краям украшались каймой золотого цвета. Особо оговаривался даже цвет шрифта — золотой (оттенки коричневого) был предпочтительнее чёрного. Отправляли свадебные пригласительные в закрытых конвертах.
В последние годы в России существенно изменился подход к внешнему виду свадебных пригласительных. Молодожёны всё чаще устраивают тематические свадьбы, которые, в свою очередь, диктуют новую моду на визуальные решения свадебных пригласительных. Тема свадьбы, стиль, цветовая гамма декора современных свадеб напрямую влияют на внешний вид свадебных приглашений, которые в наши дни выполняют не только информационную функцию, но и подчеркивают оригинальность и чувство стиля молодожёнов. Такие свадебные пригласительные зачастую делают сами невесты, либо их дизайн заказывают у специализированных компаний. Также существует отдельная профессия «дизайнер свадебной полиграфии», так как услуга по созданию оригинальных свадебных приглашений сейчас очень востребована. Очень часто красивый и оригинальный свадебный пригласительный остается у гостей единственным сувениром со свадьбы.